# Otto Block (Architekt)
Otto Joseph Robert Block (* 29. Juni 1901 in Charlottenburg; † 16. Dezember 1977 in Berlin) war ein deutscher Architekt, der in Berlin wirkte. Von ihm stammen im Wesentlichen industrielle Zweckbauten, Schul- und Verwaltungsgebäude sowie Wohnanlagen der Nachkriegszeit.

## Leben
Geboren wurde Otto Block in der elterlichen Wohnung in der Schlossstraße 56 in Charlottenburg. Seine Eltern waren der Maler Josef Block (1863–1943) und dessen Ehefrau Else, geb. Oppenheim (1873–1945), eine Tochter des Bankiers Hugo Oppenheim und Nachkommin Moses Mendelssohns. Er hatte zwei Geschwister: die Publizistin Anna Luise (1896–1982), in dritter Ehe verheiratet mit Alfred Winslow Jones, und den Fotografen und Künstler Hugo Block (1897–1989). Er war mit Ernestine, geb. Deimann (1903–1989) verheiratet, der gemeinsame Sohn ist Peter Block (* 1929).

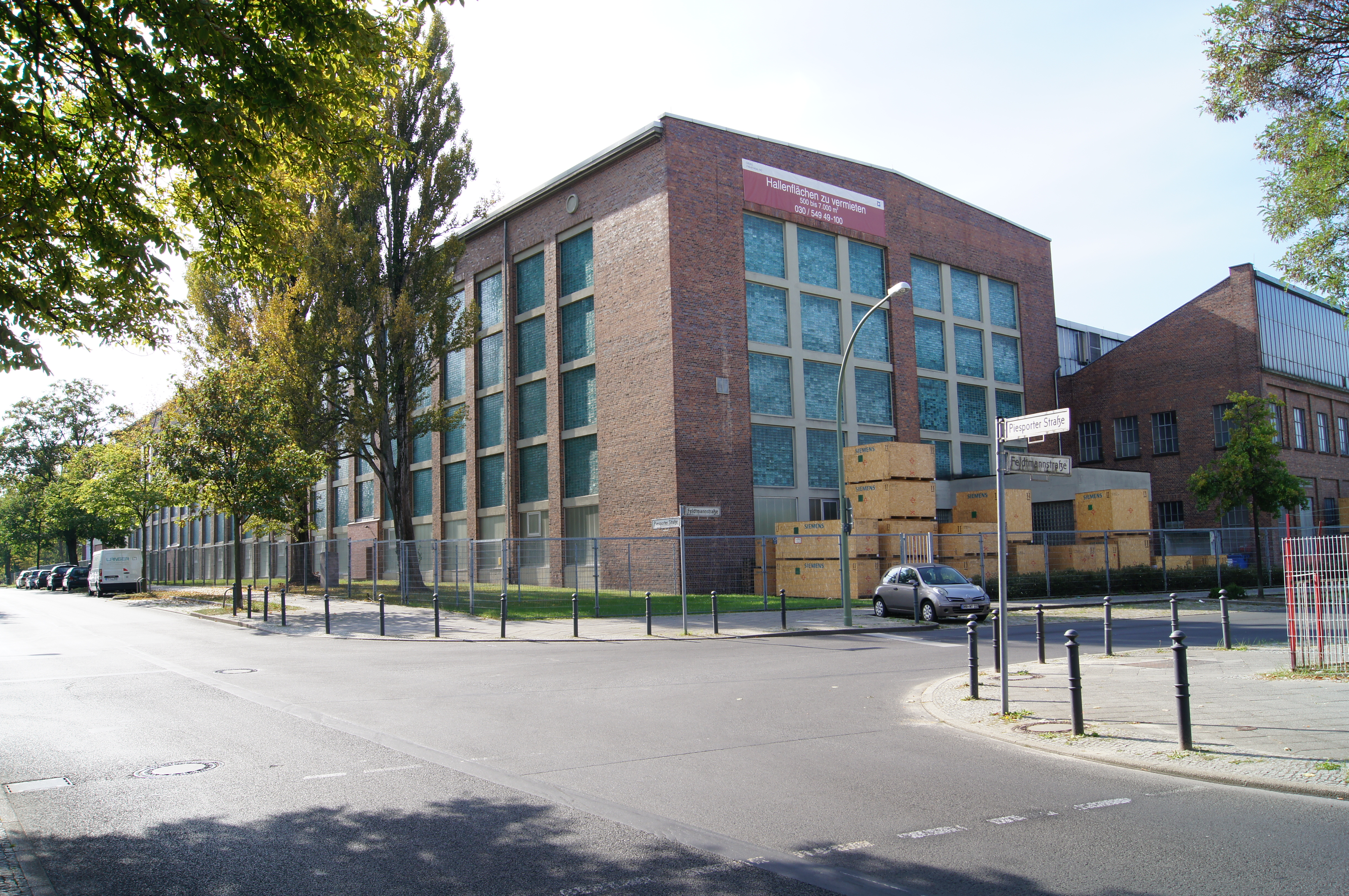
Produktionshallen der Deutsche Niles Werke AG in der Piesporter Straße in Berlin-Weißensee, 2016

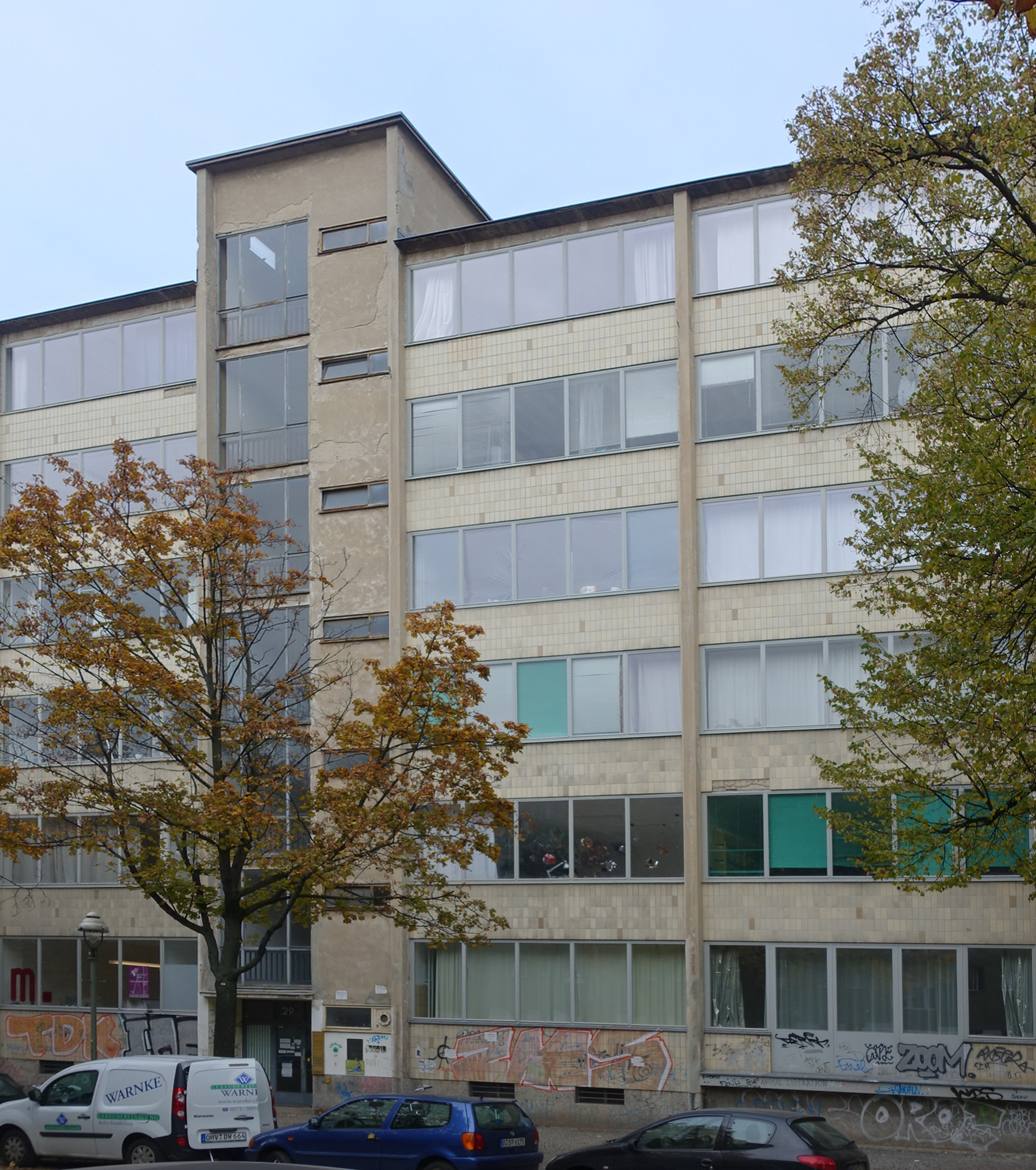
Verwaltungsgebäude von Rotaprint in der Wiesenstraße in Berlin-Wedding, 2015

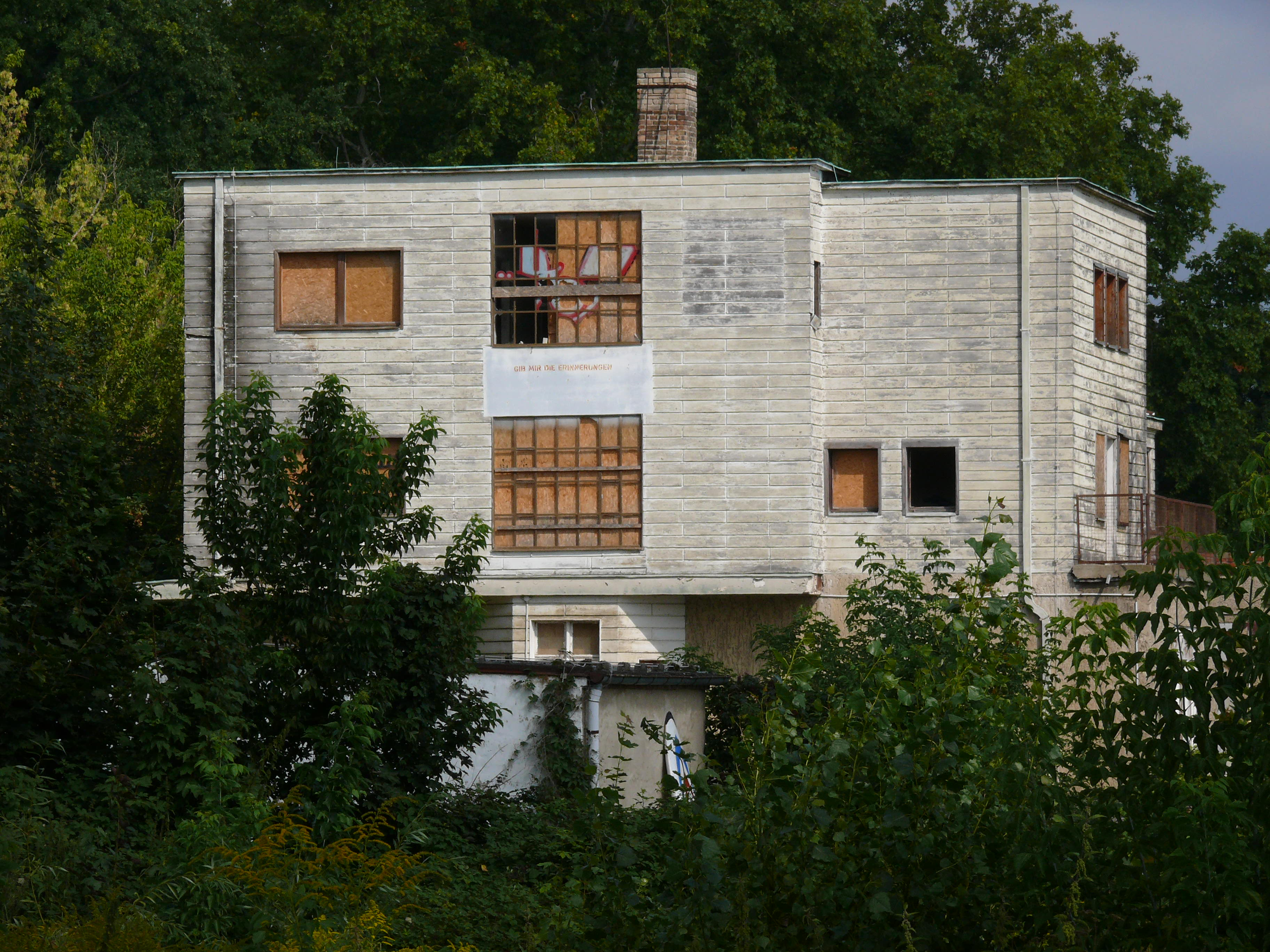
Villa für Louis Hagen in Potsdam, 2007

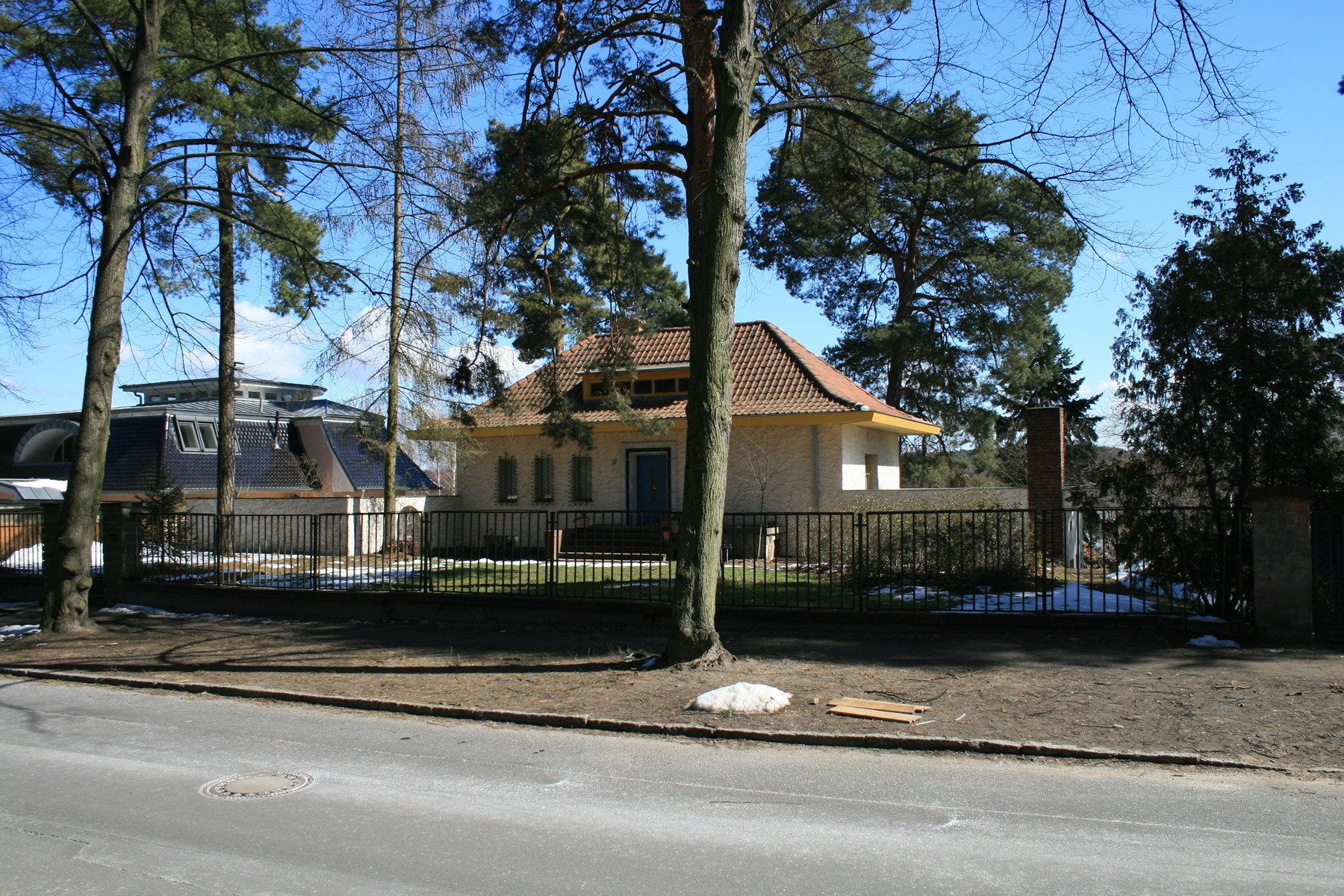
Landhaus Abraham an der Seepromenade in Groß Glienicke, 2013

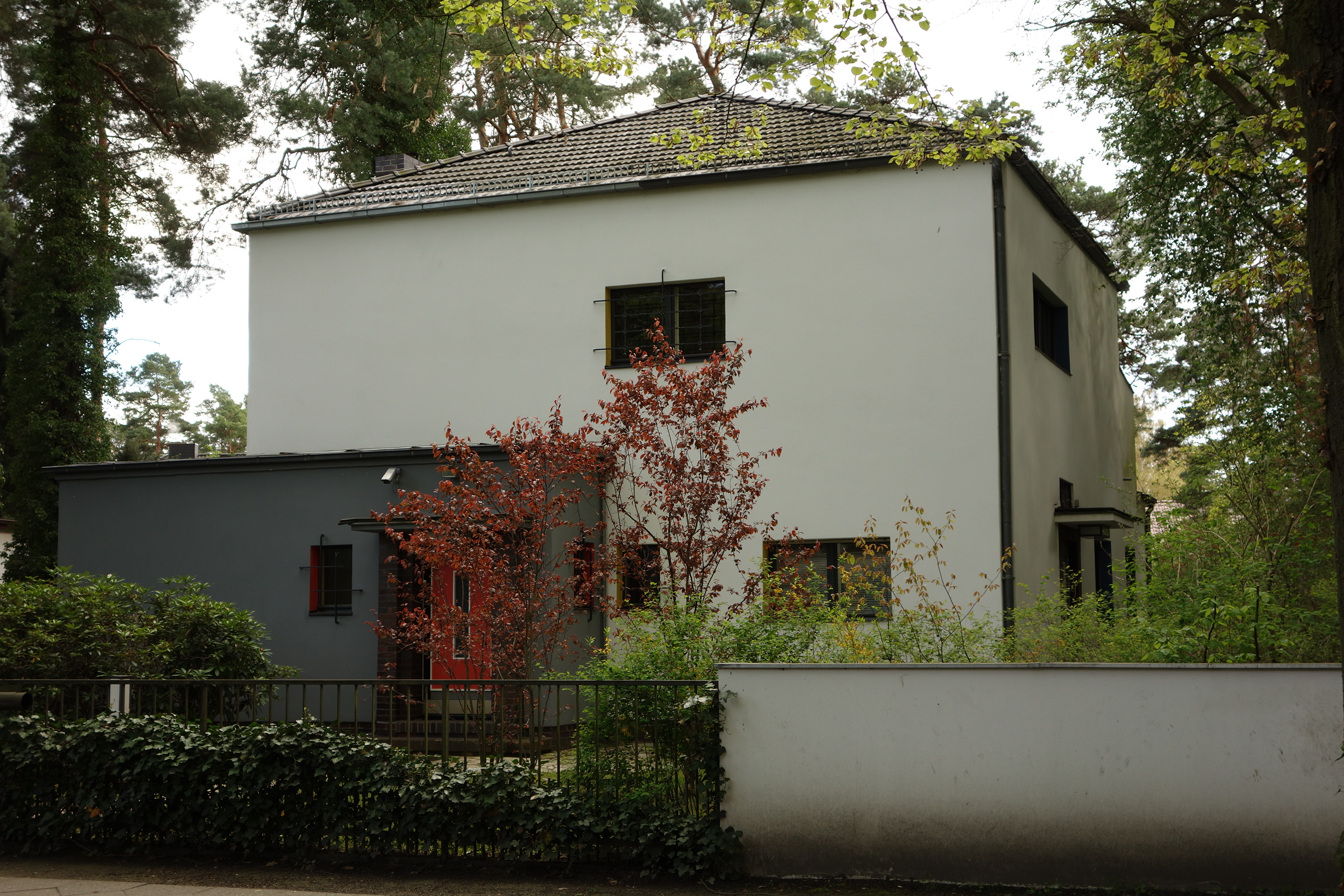
Villa in Berlin-Frohnau, 2014

Unter den vielen Berliner Bauten, die auf Block zurückgehen, wurden verschiedene bekannt. So gehörte er zu den ersten Architekten, deren Planungen für industrielle Neubauten nach dem Krieg in Berlin ausgeführt wurden. Dazu zählt die 1950 gebaute „Große Produktionshalle“ für die Deutsche Niles Werke AG in der Piesporter Straße 50 in Berlin-Weißensee, die heute unter Denkmalschutz steht. (Bereits 1935 hatte er hier eine kleinere Halle errichtet.) Zur Zerkleinerung und Wiederverarbeitung der Trümmermassen des Krieges wurde von ihm für die W. Reber GmbH ein Ziegelbrechwerk mit Ziegelei und angegliedertem Betonwerk in der Nonnendammallee 15 in Berlin-Siemensstadt geplant, das von 1954 bis 1955 gebaut wurde. Die Anlage wurde 1956 in der Fachzeitschrift Bauwelt besprochen. Das in den Jahren 1957 und 1958 unter Block errichtete Verwaltungsgebäude mit Montagehalle der Rotaprint-Fabrik in der Wiesenstraße in Berlin-Wedding fällt durch seine sachliche und rationale Gestaltung auf und wurde ebenfalls unter Denkmalschutz gestellt. Neuere Zweckbauten des Architekten zeigen eine meist einfache, häufig dreigeschossige Ziegelbauweise.
Block, der verschiedene Schulen in Berlin baute, veröffentlichte bereits um 1950 seine Vorstellungen zur modernen Gestaltung von Schulgebäuden. So lehnte er das herkömmliche, vielgeschossige und kasernenartige Schulgebäude mit starren Bankreihen und frontalem Katheder ab. Er befürwortete dagegen die Errichtung von zweigeschossigen Einheiten mit zweiseitiger Belichtung nach dem sogenannten „Schusterprinzip“ (flurlose Erschließung von jeweils zwei Klassen durch ein zwischenliegendes Treppenhaus).
Auch wenn Block nach dem Krieg vorwiegend Wohnanlagen entwarf, war er in seinen jüngeren Jahren auch für den Bau oder Umbau einiger Villen verantwortlich. Bereits 1929 baute er gemeinsam mit Richard Oppenheim das „Landhaus Abraham“ an der Seepromenade 41 in Groß Glienicke. Es bildet mit dem Garten (im frühen Bornimer Stil) des Landschaftsarchitekten Hermann Mattern ein Beispiel für die Einheit von Landhaus- und Gartenarchitektur in der Zeit der Weimarer Republik. Gebäude und Garten sind denkmalgeschützt. Die Villa Louis Hagen in der Bertinistraße in Potsdam wurde von Block zusammen mit dem Architekten Ebert von 1927 bis 1928 im Stil des Neuen Bauens umgebaut. Das Gebäude erhielt ein avantgardistisches Aussehen und ist heute eines der letzten Zeugnisse des Neuen Bauens in Potsdam. Peter Block, Sohn des Architekten, erwarb das Haus nach der Wende von den Erben des einstigen Besitzers Louis Hagen.
In den 1950er und 1960er Jahren war Block der am häufigsten beauftragte Architekt des Evangelischen Johannesstifts in Berlin. Zu seinen dortigen Bauten gehört das um 1956 entstandene Gästehaus „Christophorushaus“ eine Jugendherberge und ein Schwesternwohnheim (1959). Nennenswert ist auch das von ihm mit Herta Hammerbacher entworfene und 1958 ausgeführte Einkaufszentrum in Berlin-Siemensstadt, das als erstes Shopping-Center Deutschlands gilt.
Zeichnungen von Block befinden sich beim Architekturmuseum der Technischen Universität Berlin.

## Weitere Bauten
- 1929: Landhaus Abraham mit Garten in Groß Glienicke, mit Richard Oppenheim, Baudenkmal[18]
- 1931: Wohnanlage am Stadtpark Schöneberg in Berlin-Schöneberg, mit Rudolf Fränkel, Baudenkmal[19]
- 1950–1959: Umbau Evangelisches Johannesstift Spandau in Berlin-Hakenfelde, Baudenkmal[20]
- 1951–1955: Umbau Wohnhaus Ludolfingerweg 17 in Berlin-Frohnau, Baudenkmal[21]
- 1952–1956: Mehrere Schulgebäude[22] darunter die Schule in der Pionierstraße in Berlin-Spandau (1955)[15] sowie eine Zusammenarbeit mit Karl Hebecker.
- 1952–1956: Feierabendheim „Theodor-Fliedner-Haus“.[22]
- 1955: Villa im Ludolfingerweg 17 in Berlin-Frohnau, ein Umbau in Zusammenarbeit mit der Bauabteilung der Borsig AG.[4]
- 1955–1957: Jugendherberge mit Turnhalle.[23]
- 1957–1958: Labor- und Fertigungsbau in der Rotaprint-Fabrik in Berlin-Gesundbrunnen, Baudenkmal[24]
- 1958–1959: Wohnanlage Cauerstraße in der Otto-Suhr-Allee in Berlin-Charlottenburg für die Bewoge, Sozialer Wohnungsbau.
- 1959: Umbau Villa & Wohnhaus Karolingerplatz 10/11 in Berlin-Westend, Baudenkmal[25]
- Wohnanlage Reichsstraße/Schaumburgallee, Berlin-Westend für die Bewoge.[16]
- 1960: Siedlung an der Glienicker Straße in Berlin-Zehlendorf.[26]
- 1960: Fabrik der Carl Kühne KG in der Provinzstraße 35-38 in Berlin-Reinickendorf.[27]
- 1962: „Café Zuntz“, Kurfürstendamm 23/24, unweit vom Café Kranzler im Bezirk Charlottenburg-Wilmersdorf.[28]
- 1964–1968: Wohnanlage und Verwaltungsgebäude des Diakoniezentrums Heiligensee des Evangelischen Jugend- und Fürsorgewerk e. V. in Berlin-Heiligensee.[29]
- 1966–1967: „Bruno-Bürgel“-Schule im Rackebüller Weg 70 in Berlin-Tempelhof, Zusammenarbeit mit dem Hochbauamt Tempelhof.
- 1965–1968: Mädchenheim.
- 1970–1971: Wohnanlage mit 141 Wohneinheiten, Lehrter Straße 1-4 in Berlin-Moabit für die Bewoge.